# Odontoloma pauxillum
Odontoloma pauxillum is een keversoort uit de familie bladsprietkevers (Scarabaeidae). De wetenschappelijke naam van de soort is voor het eerst geldig gepubliceerd in 1857 door Carl Henrik Boheman.